# アポロアマチュアナイトジャパン2019
アポロ アマチュアナイト ジャパン 2019は、日本の業界大手芸能プロダクション・プロモーター・テレビ番組制作プロダクションである吉本興業が主催・企画・制作するオーディションLIVEである。